# Jurinea czilikiniana
Jurinea czilikiniana là một loài thực vật có hoa trong họ Cúc. Loài này được Iljin mô tả khoa học đầu tiên.